# Tesserakt
| Tesserakt (8-Zell) 4-Kubus | Tesserakt (8-Zell) 4-Kubus                     |
| -------------------------- | ---------------------------------------------- |
| Schlegeldiagramm           |                                                |
| Gruppe                     | Reguläre Polytope                              |
| Familie                    | Hyperkubus                                     |
| Zellen                     | 8 {4,3}                                        |
| Flächen                    | 24 {4}                                         |
| Kanten                     | 32                                             |
| Ecken                      | 16                                             |
| Eckfigur                   | {3,3}                                          |
| Schläfli-Symbole           | {4,3,3} {4,3}x{} {4}x{4} {4}x{}x{} {}x{}x{}x{} |
| Coxeter-Dynkin-Diagramme   |                                                |
| Symmetriegruppe            | B4, [3,3,4]                                    |
| Eigenschaften              | konvex                                         |

Der Tesserakt [ˈtɛsərakt] (von altgriechisch τέσσερες ἀκτίνες tésseres aktínes, deutsch ‚vier Strahlen‘) ist eine Übertragung des klassischen Würfelbegriffs auf vier Dimensionen. Man spricht dabei auch von einem vierdimensionalen Hyperwürfel. Der Tesserakt verhält sich zum Würfel wie der Würfel zum Quadrat. Er hat 16 Ecken, 32 gleich lange Kanten, 24 quadratische Flächen, und wird durch 8 würfelförmige Zellen begrenzt. Diese Zellen bezeichnet man auch als Begrenzungswürfel des Tesserakts. In jeder Ecke treffen 4 Kanten, 6 Flächen und 4 Zellen jeweils senkrecht aufeinander.
Die Bilder in diesem Artikel sind als Bilder von Tesserakten unter Parallelprojektionen zu verstehen. Unten im rechten Bild erkennt man einen blauen und einen gelben Würfel, die durch sechs weitere rhomboedrisch verzerrte Begrenzungswürfel verbunden sind. Beim dreidimensionalen Netz des Tesserakts (links im ersten Bild) sind alle acht Begrenzungswürfel in den dreidimensionalen Raum gefaltet, so wie die Seitenflächen eines dreidimensionalen Würfels in ein Netz aus sechs Quadraten entfaltet werden können. Es gibt 261 Arten, einen Tesserakt zu entfalten.
Im folgenden Bild ist ein Netz des Tesserakts links zu sehen, und rechts unten eine zweidimensionale Parallelprojektion des Tesserakts.

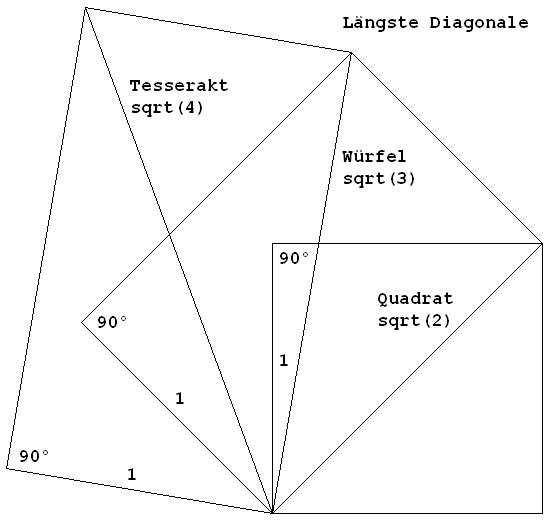
Die Konstruktion der längsten Diagonalen von Quadrat, Würfel und Tesserakt

Die längste Diagonale eines Hyperwürfels entspricht der Quadratwurzel seiner Dimensionsanzahl multipliziert mit seiner Kantenlänge. Beim Tesserakt ist daher die längste Diagonale zwei Kantenlängen lang. Wenn man bei einem Tesserakt seine acht gegenüberliegenden Begrenzungswürfel paarweise miteinander verheftet, entsteht ein 4-Torus.

## Projektionen in zwei Dimensionen

Schrittweise Konstruktion eines Tesserakts

Die Konstruktion eines Hyperwürfels ist folgendermaßen möglich:
1. Zwei Punkte A und B werden zu einer (eindimensionalen) Strecke verbunden, mit den Endpunkten A und B.
2. Zwei parallele Strecken AB und CD gleicher Länge werden zu einem (zweidimensionalen) Quadrat verbunden. Dieses hat die Ecken A, B, C und D.
3. Zwei parallele Quadrate ABCD und EFGH gleichen Flächeninhalts werden zu einem (dreidimensionalen) Würfel verbunden. Dieser hat die Ecken A, B, C, D, E, F, G und H.
4. Zwei parallele Würfel ABCDEFGH und IJKLMNOP mit gleichem Volumen werden zu einem (vierdimensionalen) Hyperwürfel verbunden. Dieser hat die Ecken A, B, C, D, E, F, G, H, I, J, K, L, M, N, O und P.

Es ist möglich, Tesserakte in drei- oder zweidimensionale Räume zu projizieren. Außerdem werden Projektionen in die zweite Dimension aufschlussreicher, wenn man die projizierten Eckpunkte umordnet. Mit dieser Methode kann man Bilder erhalten, die nicht mehr die Raumbeziehungen innerhalb des Tesserakts widerspiegeln, aber die Verbindungsstruktur der Eckpunkte, wie folgende Beispiele zeigen:
Ein Tesserakt wird im Prinzip durch zwei verbundene Würfel gebildet. Das Schema ist der Konstruktion eines Würfels von zwei Quadraten ähnlich: Man stellt zwei Kopien des niedrigerdimensionalen Würfels nebeneinander und verbindet die entsprechenden Scheitelpunkte. Jede Kante eines Tesserakts ist von derselben Länge. Acht Würfel, die miteinander verbunden sind.
Tesserakte sind bipartite Graphen, genau wie Linien, Quadrate und Würfel.

## Projektionen in drei Dimensionen

Das Rhombendodekaeder bildet die Hülle dieser Projektion eines Tesserakts in 3 Dimensionen

Die Zelle-Zuerst-Parallelprojektion des Tesserakts in den dreidimensionalen Raum hat eine würfelförmige Hülle. Die nächsten und entferntesten Flächen werden auf den Würfel projiziert und die übrigen 6 Zellen werden auf die quadratischen Flächen des Würfels projiziert.
Die Fläche-Zuerst-Parallelprojektion des Tesserakts in den 3-dimensionalen Raum hat eine quaderförmige Hülle. Zwei Paare der Zellen projizieren die obere und untere Hälfte der Hülle und die 4 übrigen Zellen werden auf die Seitenflächen projiziert.
Die Kante-Zuerst-Parallelprojektion des Tesserakts in den dreidimensionalen Raum hat eine Hülle in der Form eines hexagonalen Prismas. Sechs Zellen werden auf rhombische Prismen projiziert, die im hexagonalen Prisma ausgelegt sind, analog dazu, wie die Flächen eines 3D-Würfels auf eine hexagonale Hülle in der Ecke-Zuerst-Projektion ausgelegt sind. Die zwei übrigen Zellen sind auf die Basen des Prismas projiziert.
Die Ecke-Zuerst-Parallelprojektion des Tesserakts in den dreidimensionalen Raum hat eine rhombische dodekaederförmige Hülle.

## Bildergalerie
| Stereografische Projektion (Die Kanten sind auf eine Hyperkugel projiziert.) | Einfache Ecken-Grafik                          | 3D-Projektion eines 8-Zells, der eine einfache Rotation um eine Ebene ausführt, die die Figur von vorne links nach hinten rechts und von oben nach unten teilt | 3D-Projektion eines 8-Zells, der eine doppelte Rotation um zwei orthogonale Ebenen ausführt | Orthogonale Projektion mit deckungsgleichen Innenecken und farblich differenzierten Dimensionskanten |
| Orthogonale Projektion                                                       |                                                | |                                                                                             | |
|                                                                              |                                                | |                                                                                             | |
| Ein Netz eines Tesserakts (Animation ansehen)                                | Stereografische 3D-Projektion eines Tesserakts | Stereografische 3D-Projektion eines Tesserakts |                                                                                             | |

## Formeln
| Größen eines Tesserakt mit Kantenlänge a    | Größen eines Tesserakt mit Kantenlänge a                                    |
| ------------------------------------------- | --------------------------------------------------------------------------- |
| Vierdimensionales Hypervolumen              | {\displaystyle H=a^{4}}                                                     |
| Begrenzungsvolumen                          | {\displaystyle V=8\cdot a^{3}}                                              |
| Umkugelradius                               | {\displaystyle r_{u}={\frac {a}{2}}\cdot {\sqrt {4}}=a}                     |
| Kantenkugelradius                           | {\displaystyle r_{k}={\frac {a}{2}}\cdot {\sqrt {2}}\approx 0{,}707\cdot a} |
| Inkugelradius                               | {\displaystyle r_{i}={\frac {a}{2}}=0{,}5\cdot a}                           |
| Vierdimensionale Hyperraumdiagonale         | {\displaystyle d_{4}=2\cdot r_{u}=2\cdot a}                                 |
| Raumdiagonale                               | {\displaystyle d_{3}=a\cdot {\sqrt {3}}\approx 1{,}732\cdot a}              |
| Flächendiagonale                            | {\displaystyle d_{2}=2\cdot r_{k}=a\cdot {\sqrt {2}}\approx 1{,}414\cdot a} |
| Winkel zwischen benachbarten Flächen/Kanten | {\displaystyle \alpha ,\beta =90^{\circ }}                                  |

## Tesserakt in der Kultur

### Film
- Im Film Interstellar befindet sich der Hauptcharakter zum Ende der Handlung im Innern des Ereignishorizonts einer Singularität in einem Raum, in dem die Zeit als vierte Raumdimension erscheint, dieser Raum erscheint optisch als dreidimensionale Projektion eines Tesserakts und wird auch als solcher bezeichnet.
- Der Tesserakt spielt eine große Rolle im Film Cube 2: Hypercube sowie in der Fernsehserie Gene Roddenberry's Andromeda.

### Musik
- Die britische Progressive-Metal-Band Tesseract benannte sich nach dem Tesserakt.